# Jairo Severiano
Jairo Severiano (Fortaleza, 20 de janeiro de 1927 – Rio de Janeiro,  27 de agosto de 2022) foi um produtor, historiador e pesquisador de música popular brasileira.
É autor dos livros Discografia Brasileira em 78 RPM, em parceria com Miguel A. Azevedo (Nirez), Grácio Barbalho e Alcindo Santos e Uma Historia da Musica Popular Brasileira. Também escreveu um livro biográfico do compositor João de Barro, intitulado Yes, Nós Temos Braguinha, e publicado pela Funarte em 1987.